# Mantella aurantiaca
Mantella aurantiaca је водоземац из реда жаба и фамилије Mantellidae. 

## Угроженост
Ова врста је крајње угрожена и у великој опасности од изумирања.

## Распрострањење
Мадагаскар је једино познато природно станиште врсте.

## Популациони тренд
Популација ове врсте се смањује, судећи по расположивим подацима.

## Станиште
Станишта врсте су шуме, мочварна подручја и слатководна подручја.